# فیات ۵۰۲
فیات ۵۰۲ (Fiat 502) خودرویی است که در سال‌های ۱۹۲۳ تا ۱۹۲۶ تولید شده‌است.
طراحی آن خودروهای موتور جلو-محور عقب بوده وزن آن در حالت طبیعی ۱٬۰۰۰ کیلوگرم (۲٬۲۰۵ پوند) است.
موتور آن ۱۴۶۰ سی‌سی سیستم جعبه‌دندهٔ آن ۴ دنده به صورت دستی است.